# Savignargues
Savignargues är en kommun i departementet Gard i regionen Occitanien i södra Frankrike. Kommunen ligger i kantonen Sauve som tillhör arrondissementet Le Vigan. År 2022 hade Savignargues 238 invånare.

## Befolkningsutveckling
Antalet invånare i kommunen Savignargues
Referens:INSEE